# Vedea (Giurgiu)
Vedea is een Roemeense gemeente in het district Giurgiu.
Vedea telt 2968 inwoners.